# 서선주
서선주(1973년 12월 5일 ~ )는 대한민국의 성우이다. 1997년 대교방송 3기 공채 성우로 데뷔하였다.

## 주요 출연작품

### 애니메이션
- 개골개골 마법사 (어린이TV) - 리리
- 나의 손오공 (카툰네트워크) - 황의
- 돌격! 빠빠라대 (어린이TV) - 유체리
- 소년기자 틴틴 (어린이TV) - 아르마
- 수퍼 사이보그 네로 (어린이TV) - 소봉순
- 신나는 과학 어드벤쳐 아하! 그렇구나 (애니원) - 미호
- 이상한 나라의 앨리스 (어린이TV) - 베니바니
- 집없는 곰 텐저린 (애니박스) - 로렐라이
- 쫑아는 사춘기 (어린이TV) - 장군,장미
- 카페타 (카툰네트워크) - 조동만

### 영화
- 춘향뎐 (2000)
- 검은집 (2007)

### 외화
- 떴다! 트레이시 (어린이TV) - 저스틴
- 신! 천사들의 합창 (어린이TV) - 시모네타

### 광고
- 2% 부족할때2001장쯔이정우성
- 라네즈 2002이나영
- 한국야쿠르트 오유